# Charakteristische Länge
Eine charakteristische Länge {\displaystyle {\widetilde {L}}} soll das Ausmaß einer im Allgemeinen dreidimensionalen Geometrie charakterisieren und hat die Dimension einer Länge. Charakteristische Längen spielen für die Formulierung verschiedener dimensionsloser Kennzahlen eine Rolle, insbesondere in der Strömungslehre, etwa bei der Reynolds- oder der Nußelt-Zahl.
In der Ähnlichkeitstheorie wird von geometrisch ähnlichen, also maßstäblich vergrößerten bzw. verkleinerten, Geometrien ausgegangen. Bei geometrischer Ähnlichkeit ist die Angabe einer definierten Abmessung hinreichend, um die Ausmaße des betrachteten Systems (meistens eines Körpers) zu beschreiben. Die charakteristische Länge ist für die jeweilige Geometrie und das betrachtete Problem definiert (bzw. zu definieren).
Eine sinnvoll definierte charakteristische Länge kann sein:
- für eine Rohrströmung der Innendurchmesser
- für die Umströmung eines Drahtes oder Rundstabes der (Außen-)Durchmesser
- für Tragflügel die Länge (Tiefe) des Profiles.

Für das Modell des ideal gerührten Behälters in der Wärmeübertragungslehre wird als charakteristische Länge das Verhältnis von Volumen zu Oberfläche verwendet (= Kehrwert des A/V-Verhältnisses):
{\displaystyle {\widetilde {L}}={\frac {\text{Volumen}}{\text{Oberfläche}}}}